# Cheekye
La Cheekye (Cheekye River) est une rivière du sud-ouest de la Colombie-Britannique au Canada. Elle se jette dans la rivière Cheakamus (Cheakamus River) au nord de Squamish.